# Апофіліт

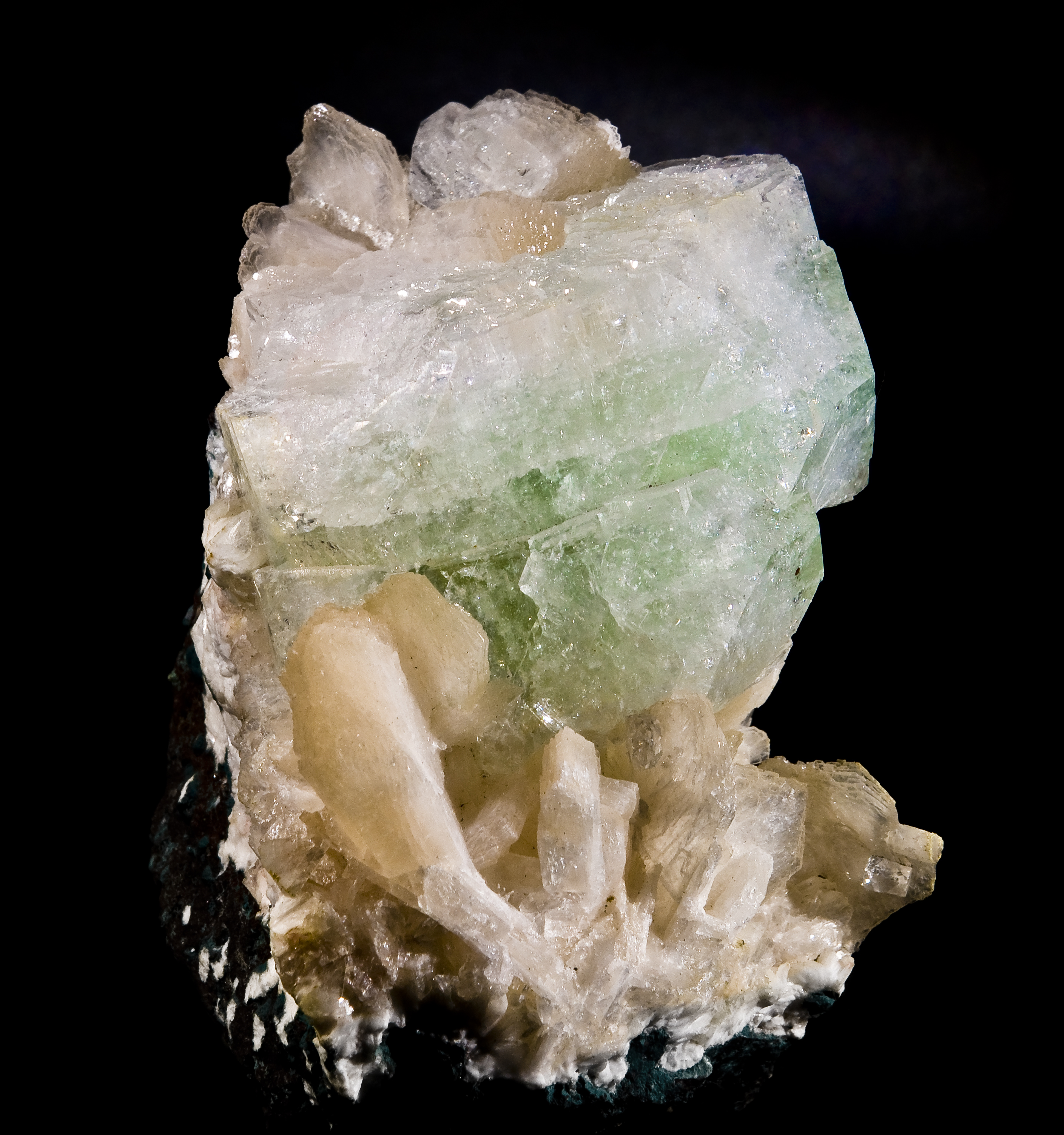
Апофіліт

Апофіліт (рос. апофиллит; англ. apophyllite, fisheye stone; нім. Apophyllit) — породотвірний мінерал підкласу шаруватих силікатів.

## Загальний опис
Хімічна формула: KCa4[Si4O10]2F•8Н2O. Містить (%): K2О — 5,2; CaO — 25; SiO2 — 53,7; Н2O — 16,1; F — до 1,5. Звичайно має домішку Na.
Сингонія тетрагональна. Густина 2350±20 кг/м³. Твердість 4,5-5,5. Кристали таблитчасті, стовпчасті. Структура субшарувата. Чистий А. — безбарвний, водянисто-прозорий. Домішки зафарбовують А. в жовтуватий, зеленуватий, червонястий кольори, які часто розташовані секторально. Блиск скляний. А. — низькотемпературний гідротермальний мінерал. Типовий для мигдалекам'яних основних ефузивів.
Зустрічається разом з цеолітами, ісландським шпатом, агатом, гранітом, нефеліновим сієнітом, в метаморфічних гірських породах, вапняках і скарнах, а також у деяких рудних родовищах. А. — цінний колекційний матеріал.